# Valentina Cernoia
Valentina Cernoia (Manerbio, 22 giugno 1991) è una calciatrice italiana, centrocampista del Milan e della nazionale italiana.
Ha vestito per nove stagioni consecutive la maglia del Brescia, di cui è la calciatrice con maggior presenze nella storia e col quale è stata due volte campionessa d'Italia nella stagione 2013-2014 e nella stagione 2015-2016, indossando negli ultimi anni la fascia di capitano.

## Caratteristiche tecniche
Centrocampista esterna, può giocare sia a destra che a sinistra. Dotata di un potente e preciso mancino, la sua grande duttilità le consente di giocare anche in altri ruoli: mezzala in una mediana a cinque elementi (ruolo che esalta la sua facilità di lettura delle situazioni, favorendone l'inserimento da dietro in fase offensiva), punta esterna di un attacco a tre e anche terzino. Nella stagione 2016-17 l'emergenza infortuni del Brescia l'ha portata a giocare come centrale di centrocampo in una mediana a quattro, mentre in alcune partite di inizio stagione è stata schierata come centrale difensivo confermando la sua poliedricità.

## Carriera

### Club

#### Gli inizi
Valentina Cernoia si è approcciata al mondo del calcio fin dagli 8 anni d'età, quando tesserata con l'A.C. Quinzanese, società di Quinzano d'Oglio, giocava con i maschietti nelle sue formazioni giovanili miste fino al 2002.
In quell'anno è stata contattata dalla società polisportiva Manerbio Virtus, di Manerbio, che ha tra le sue attività sportive anche una squadra di calcio femminile. Valentina decise di accettare la proposta di entrare in un organico di sole ragazze iniziando un sodalizio che durerà per sei stagioni consecutive giocando i campionati regionali Lombardia di Serie D e Serie C.

#### Brescia

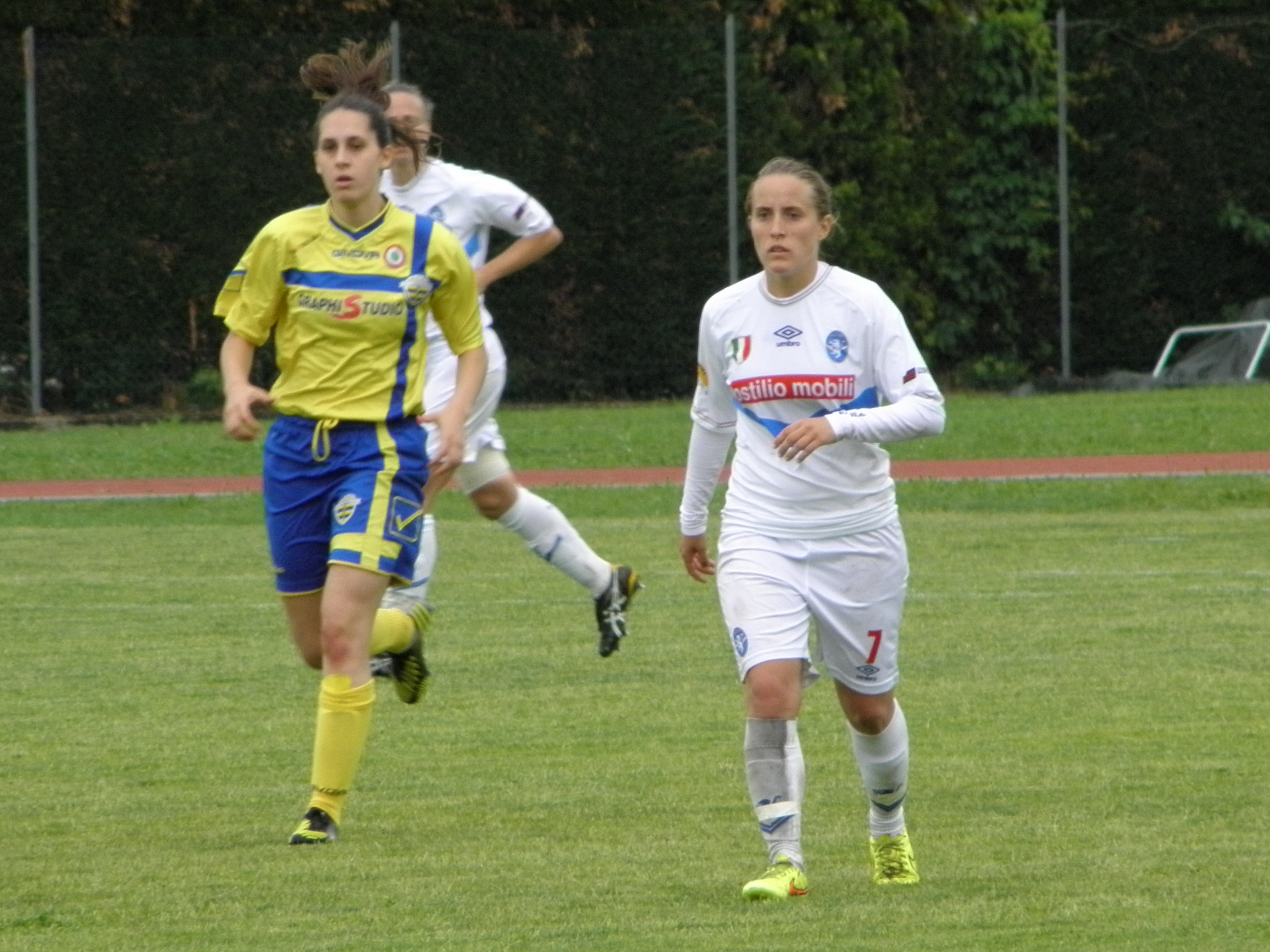
Cernoia (a destra) in maglia bresciana, con la tavagnacchese Sofia Del Stabile, durante la finale di Coppa Italia 2014-2015

Nell'estate 2008 si trasferisce al Brescia dove va a disputare, con la prima squadra, il campionato di Serie A2. Cernoia offre prestazioni convincenti durante la stagione 2008-2009, con molte presenze da titolare nonostante la giovane età, condividendo così la prima promozione in Serie A delle Leonesse e venendo confermata nella rosa della squadra per la stagione successiva.
Dal campionato 2009-2010 s'impone sempre più come leader del Brescia, accrescendo il proprio palmarès conquistando prima, nel 2012-2013, la Coppa Italia protagonista nella finale contro il Napoli di una rete su punizione da fuori area, e poi, il campionato successivo (2013-2014) il suo primo scudetto. All'agosto 2014 vantava 134 presenze e uno score di 23 gol realizzati.
L'esordio in UEFA Women's Champions League avviene contro le campionesse di Francia dell'Olympique Lione, con Cernoia scesa in campo con la fascia da capitano, nell'ottobre del 2014 nei sedicesimi di finale di andata che si disputano allo stadio Rigamonti. Il Brescia viene sconfitto 5-0.
Con il Brescia ha conquistato il secondo posto nella Serie A 2014-2015e ha vinto la Coppa Italia 2014-2015 e la Supercoppa 2015. Per la stagione 2015-2016 è stata designata capitano del Brescia prendendo il posto di Elisa Zizioli, ritiratasi dal calcio giocato alla fine della stagione 2014-2015.
Con i gradi di capitana al braccio trascina la squadra nella stagione che verrà ribattezzata "La stagione della Tripletta", dove il Brescia conquista prima la Supercoppa Italiana battendo il Verona, poi lo scudetto nel campionato e infine la Coppa Italia battendo 2-1 il Verona a Firenze. Cernoia è protagonista anche in Europa dove con il Brescia giunge per la prima volta nella storia della società ai quarti di finale di Champions League dove le Leonesse sono eliminate dalle tedesche del Wolfsburg poi finaliste. Cernoia non riesce però a scendere in campo contro le tedesche vittima di un serio infortunio alla caviglia patito a inizio febbraio contro il Luserna in campionato che ne mette a rischio anche il prosieguo della carriera. L'allenatrice Milena Bertolini decide comunque di portare Cernoia in panchina in entrambe le sfide per dare maggiore serenità alla squadra.
Il recupero dall'infortunio si completa poi un mese più tardi, con il rientro in campo contro l'AGSM Verona il 30 aprile in casa al Club Azzurri, con Cernoia accolta da un lungo applauso del pubblico bresciano.
La stagione 2016-2017 si apre con la vittoria della Supercoppa italiana, ancora contro il Verona, per 2-1. Cernoia diventa così, dopo la cessione in estate di Lisa Alborghetti, l'unica calciatrice ad aver vinto tutti i titoli conquistati dal Brescia nella sua storia. Segna la sua prima rete europea il 5 ottobre nella gara di andata, che si disputa in Polonia, dei sedicesimi di finale contro il Medyk Konin. È la rete che vale il momentaneo 2-1 e Cernoia la realizza con una punizione da fuori area che vale l'applauso di tutto il pubblico presente.
Il 26 novembre, nella partita contro la Fiorentina disputata a Firenze, Cernoia è la prima calciatrice nella storia del Brescia a superare le 200 presenze in biancoblu. Pochi giorni dopo la Città di Brescia la insignisce del titolo di Leonessa della città, onorificenza riservata agli sportivi che hanno dato lustro con le proprie prestazioni alla città lombarda.
La finale di Coppa Italia contro la Fiorentina disputata a Noceto il 16 giugno 2017 è l'ultima partita con la maglia del Brescia. Nel mese di luglio annuncia sui propri social l'addio al biancoblu dopo 218 presenze, record di tutti i tempi.

#### Juventus

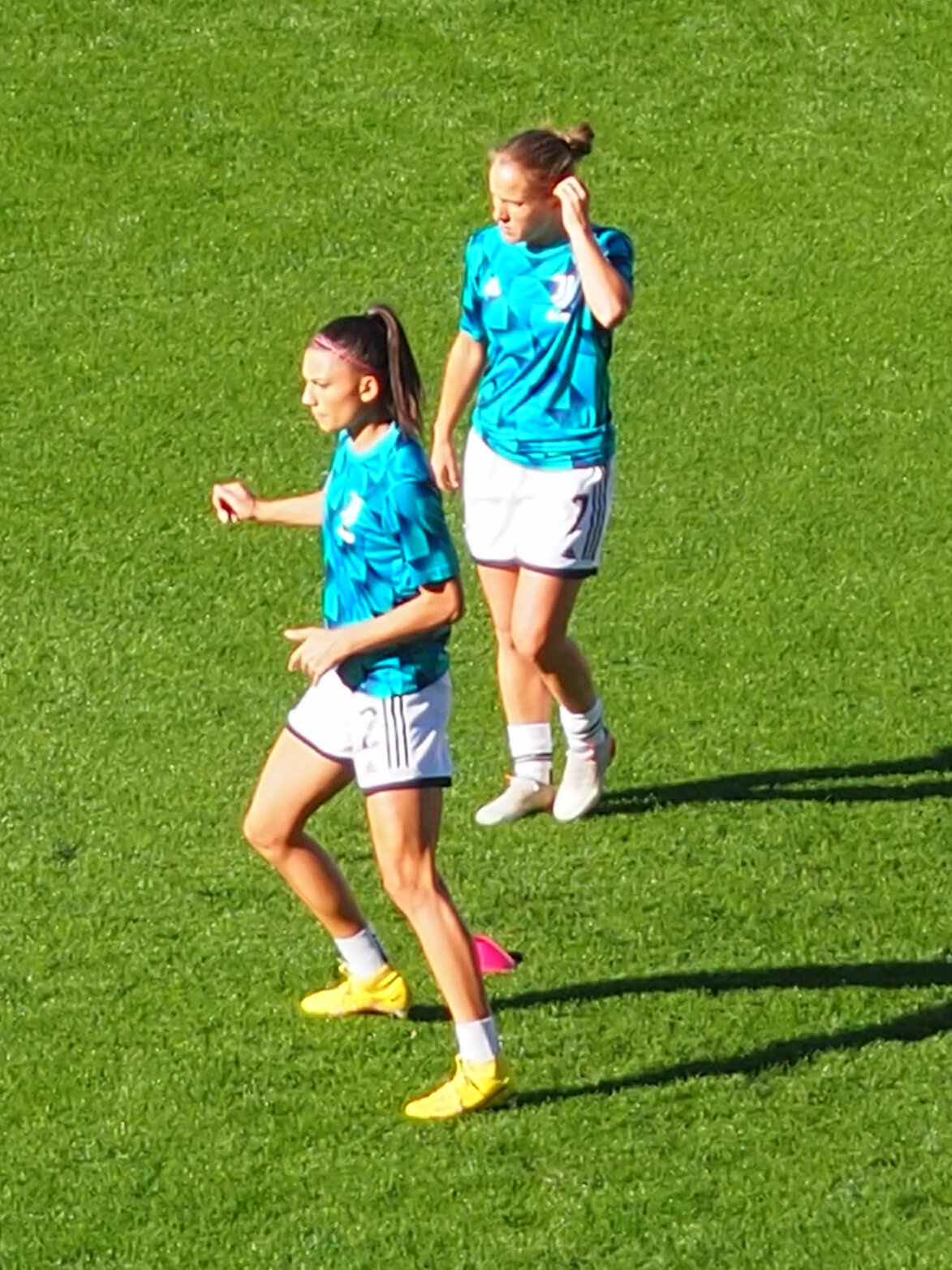
Cernoia (in secondo piano) e Agnese Bonfantini in riscaldamento prepartita con la Juventus per la finale di Supercoppa italiana 2022

Firma con la neocostituita Juventus a luglio, prima calciatrice a farlo, dopo essere rientrata dall'Europeo nei Paesi Bassi disputato con l'Italia, in cui riporta la rottura del legamento crociato anteriore sinistro; viene operata in una clinica privata di Torino il 26 luglio, seguita dallo staff nel nuovo club. Le bianconere superano così una folta concorrenza tra cui quella di squadre spagnole e giapponesi, oltre a quella di Fiorentina e Sassuolo.
Fa il proprio esordio con la maglia bianconera il 24 marzo 2018 nella partita contro il Sassuolo vinta 5-0, subentrando al ventesimo minuto della ripresa a Barbara Bonansea. Contro il Brescia nella gara successiva entra in campo al trentesimo minuto del primo tempo dopo la rete del vantaggio lombardo, per poi esordire dal primo minuto contro il Ravenna nella partita seguente. La prima rete in bianconero la realizza contro il Tavagnacco nell'ultima giornata di campionato, con un mancino a rientrare che batte Ferroli per il 4-0 finale.
Il 20 maggio si laurea campione d'Italia con la Juventus, battendo nello spareggio scudetto disputato a Novara il Brescia, sua ex squadra. Cernoia disputa gli interi 120 minuti nel ruolo di mezzala. La partita termina 0-0 e viene decisa ai calci di rigore: la centrocampista realizza il quinto tiro dal dischetto per la formazione bianconera. L'errore di Di Criscio nel primo tiro a oltranza consegnerà poi il tricolore alla Juventus, il terzo in carriera per Cernoia che con questa vittoria sale a dieci trofei vinti a livello di club, confermandosi la calciatrice più titolata della rosa bianconera.
Dopo 6 anni con la Juventus, nel luglio 2023 passa al Milan. Segna il suo primo gol in rossonero il 12 gennaio 2025, in campionato, nell'incontro vinto 6-0 contro il Napoli Femminile.

### Nazionale
Dal 2007 è stata convocata alle selezioni per le giovanili della nazionale di calcio femminile italiana seguendo la trafila delle varie selezioni per età passando dalla formazione Under-17 alla Under-19 e infine alla Under-20.
Nel 2007 Enrico Sbardella, l'allora responsabile tecnico dell'Under-17, l'ha convocata per disputare le qualificazioni all'edizione 2008 del campionato europeo. Cernoia fa il suo debutto nel torneo il 5 novembre 2007, in occasione dell'incontro del primo turno di qualificazione vinto per 6-2 sulle avversarie pari età della Bielorussia, tuttavia in quell'occasione le Azzurrine vengono eliminate prima di riuscire ad accedere alla fase finale.
Nel 2008 Corrado Corradini l'ha convocata per disputare le qualificazioni all'Europeo casalingo 2008 di categoria. Un infortunio le impedisce di essere tra le convocate per la fase finale dove l'Italia si laurea campione europeo per la prima volta nella storia.
Nell'agosto 2013 il commissario tecnico Antonio Cabrini l'ha convocata per la prima volta con la Nazionale maggiore nel gruppo che dal mese successivo ha iniziato la fase a gironi delle qualificazioni al Mondiale 2015 del Canada. Nel corso delle qualificazioni è scesa in campo in otto delle partite del girone di qualificazione e in tutte e quattro le partite dei play-off contro Ucraina e Paesi Bassi.
Nel febbraio 2014 era stata selezionata nel gruppo per la Cyprus Cup ma a causa di un infortunio patito in campionato il ct Antonio Cabrini è stato costretto a rimpiazzarla con Marta Carissimi.
Nel novembre 2015 fa parte delle 22 atlete convocate dal ct Antonio Cabrini per la doppia amichevole che la Nazionale maggiore ha disputato il 3 dicembre a Guiyang e il 6 dicembre a Qujing contro la Nazionale cinese, giocando entrambe le partite.
Salta poi la Cyprus Cup 2016 a causa dell'infortunio alla caviglia patito con il Brescia, ma successivamente è stabilmente tra le titolari del ct Cabrini che conquistano la qualificazione al campionato europeo 2017 che si disputerà in Olanda. 
È l'unica calciatrice italiana a venire schierata in tutte e quattro le partite della Cyprus Cup 2017 che l'Italia disputa. Il 7 aprile mette a segno il suo sesto gol con la maglia della Nazionale nell'amichevole che le azzurre disputano a Stoke-on-Trent contro l'Inghilterra, con un tiro di sinistro dal limite dell'area che vale l'1-1 finale.
Fa parte delle 23 azzurre convocate dal CT Cabrini per l'Europeo olandese di luglio 2017 dove l'Italia è inserita nel girone con Germania, Russia e Svezia. Salta la partita di esordio contro le russe per infortunio, mentre è titolare nella seconda giornata del girone in cui l'Italia affronta le campionesse in carica della Germania. Schierata come mezzala è tra le migliori in campo, ma riporta al 77' dopo un contrasto a centrocampo la rottura del legamento crociato anteriore del ginocchio sinistro.
Il ritorno in Nazionale, nonostante pubblicamente il CT Bertolini avesse dichiarato di sperare d'averla a disposizione per la gara contro il Belgio di inizio aprile, avviene nella decisiva partita dell'8 giugno per la qualificazione al Mondiale 2019 contro il Portogallo. Allo stadio Franchi di Firenze l'Italia batte 3-0 le lusitane. Cernoia entra in campo a inizio secondo tempo ricoprendo il ruolo di mezzala e disputando una buona prestazione potendo festeggiare nel migliore dei modi la qualificazione, con un turno di anticipo, alla rassegna iridata dopo vent'anni di assenza.

## Statistiche

### Presenze e reti nei club
Statistiche aggiornate al 18 aprile 2025.
| Stagione        | Squadra         | Campionato      | Campionato | Campionato | Coppe nazionali | Coppe nazionali | Coppe nazionali | Coppe continentali | Coppe continentali | Coppe continentali | Altre coppe | Altre coppe | Altre coppe | Totale | Totale |
| Stagione        | Squadra         | Comp            | Pres       | Reti       | Comp            | Pres            | Reti            | Comp               | Pres               | Reti               | Comp        | Pres        | Reti        | Pres   | Reti   |
| --------------- | --------------- | --------------- | ---------- | ---------- | --------------- | --------------- | --------------- | ------------------ | ------------------ | ------------------ | ----------- | ----------- | ----------- | ------ | ------ |
| 2008-2009       | Brescia         | A2              | 19         | 2          | CI              | ?               | ?               |                    | -                  | -                  |             | -           | -           | 19     | 2      |
| 2009-2010       | Brescia         | A               | 12         | 0          | CI              | ?               | ?               |                    | -                  | -                  |             | -           | -           | 12     | 0      |
| 2010-2011       | Brescia         | A               | 23         | 3          | CI              | ?               | ?               |                    | -                  | -                  |             | -           | -           | 23     | 3      |
| 2011-2012       | Brescia         | A               | 26         | 4          | CI              | ?               | ?               |                    | -                  | -                  |             | -           | -           | 26     | 4      |
| 2012-2013       | Brescia         | A               | 23         | 6          | CI              | ?               | ?               |                    | -                  | -                  | SI          | 1           | 0           | 24     | 6      |
| 2013-2014       | Brescia         | A               | 27         | 6          | CI              | 3               | 0               |                    | -                  | -                  |             | -           | -           | 30     | 6      |
| 2014-2015       | Brescia         | A               | 17         | 3          | CI              | 4               | 1               | UWCL               | 2                  | 0                  | SI          | 1           | 0           | 24     | 4      |
| 2015-2016       | Brescia         | A               | 15         | 4          | CI              | 1               | 0               | UWCL               | 4                  | 0                  | SI          | 1           | 0           | 21     | 4      |
| 2016-2017       | Brescia         | A               | 18         | 2          | CI              | 4               | 2               | UWCL               | 4                  | 1                  | SI          | 1           | 0           | 27     | 5      |
| Totale Brescia  | Totale Brescia  | Totale Brescia  | 180        | 30         | -               | 12+             | 3+              | -                  | 10                 | 1                  | -           | 4           | 0           | 206+   | 34+    |
| 2017-2018       | Juventus        | A               | 5+1        | 1          | CI              | 1               | 0               |                    | -                  | -                  |             | -           | -           | 7      | 1      |
| 2018-2019       | Juventus        | A               | 21         | 4          | CI              | 3               | 2               | UWCL               | 2                  | 0                  | SI          | 1           | 0           | 27     | 6      |
| 2019-2020       | Juventus        | A               | 14         | 6          | CI              | 1               | 0               | UWCL               | 2                  | 0                  | SI          | 1           | 0           | 18     | 6      |
| 2020-2021       | Juventus        | A               | 16         | 5          | CI              | 5               | 1               | UWCL               | 2                  | 0                  | SI          | 1           | 0           | 24     | 6      |
| 2021-2022       | Juventus        | A               | 17         | 6          | CI              | 4               | 0               | UWCL               | 10                 | 1                  | SI          | 1           | 0           | 32     | 7      |
| 2022-2023       | Juventus        | A               | 20         | 2          | CI              | 5               | 1               | UWCL               | 8                  | 1                  | SI          | 1           | 0           | 34     | 4      |
| Totale Juventus | Totale Juventus | Totale Juventus | 94         | 24         | -               | 19              | 4               | -                  | 24                 | 2                  | -           | 5           | 0           | 142    | 30     |
| 2023-2024       | Milan           | A               | 16         | 0          | CI              | 1               | 0               | -                  | -                  | -                  | -           | -           | -           | 17     | 0      |
| 2024-2025       | Milan           | A               | 18         | 2          | CI              | 2               | 0               | -                  | -                  | -                  | -           | -           | -           | 20     | 2      |
| 2025-2026       | Milan           | A               | -          | -          | CI              | -               | -               | -                  | -                  | -                  | -           | -           | -           | -      | -      |
| Totale Milan    | Totale Milan    | Totale Milan    | 34         | 2          | -               | 3               | 0               | -                  | -                  | -                  | -           | -           | -           | 37     | 2      |
| Totale carriera | Totale carriera | Totale carriera | 308        | 56         | -               | 34+             | 7+              | -                  | 34                 | 3                  | -           | 9           | 0           | 385    | 66     |

### Cronologia presenze e reti in nazionale
| Cronologia completa delle presenze e delle reti in nazionale ― Italia | Cronologia completa delle presenze e delle reti in nazionale ― Italia | Cronologia completa delle presenze e delle reti in nazionale ― Italia | Cronologia completa delle presenze e delle reti in nazionale ― Italia | Cronologia completa delle presenze e delle reti in nazionale ― Italia | Cronologia completa delle presenze e delle reti in nazionale ― Italia | Cronologia completa delle presenze e delle reti in nazionale ― Italia | Cronologia completa delle presenze e delle reti in nazionale ― Italia |
| Data                                                                  | Città                                                                 | In casa                                                               | Risultato                                                             | Ospiti                                                                | Competizione                                                          | Reti                                                                  | Note                                                                  |
| --------------------------------------------------------------------- | --------------------------------------------------------------------- | --------------------------------------------------------------------- | --------------------------------------------------------------------- | --------------------------------------------------------------------- | --------------------------------------------------------------------- | --------------------------------------------------------------------- | --------------------------------------------------------------------- |
| 31-10-2013                                                            | San Sebastián de los Reyes                                            | Spagna                                                                | 2 – 0                                                                 | Italia                                                                | Qual. Mondiali 2015                                                   | -                                                                     | 80’                                                                   |
| 13-2-2014                                                             | Novara                                                                | Italia                                                                | 6 – 1                                                                 | Rep. Ceca                                                             | Qual. Mondiali 2015                                                   | -                                                                     |                                                                       |
| 5-4-2014                                                              | Vicenza                                                               | Italia                                                                | 0 – 0                                                                 | Spagna                                                                | Qual. Mondiali 2015                                                   | -                                                                     | 90+1’                                                                 |
| 10-4-2014                                                             | Cluj-Napoca                                                           | Romania                                                               | 1 – 2                                                                 | Italia                                                                | Qual. Mondiali 2015                                                   | -                                                                     |                                                                       |
| 8-5-2014                                                              | Skopje                                                                | Macedonia del Nord                                                    | 0 – 11                                                                | Italia                                                                | Qual. Mondiali 2015                                                   | -                                                                     |                                                                       |
| 14-6-2014                                                             | Praga                                                                 | Rep. Ceca                                                             | 0 – 4                                                                 | Italia                                                                | Qual. Mondiali 2015                                                   | -                                                                     | 46’                                                                   |
| 13-9-2014                                                             | Vercelli                                                              | Italia                                                                | 4 – 0                                                                 | Estonia                                                               | Qual. Mondiali 2015                                                   | 1                                                                     |                                                                       |
| 17-9-2014                                                             | Vercelli                                                              | Italia                                                                | 15 – 0                                                                | Macedonia del Nord                                                    | Qual. Mondiali 2015                                                   | 1                                                                     | 46’                                                                   |
| 25-10-2014                                                            | Rieti                                                                 | Italia                                                                | 2 – 1                                                                 | Ucraina                                                               | Qual. Mondiali 2015 - semifinale playoff UEFA                         | 1                                                                     |                                                                       |
| 29-10-2014                                                            | Leopoli                                                               | Ucraina                                                               | 2 – 2                                                                 | Italia                                                                | Qual. Mondiali 2015 - semifinale playoff UEFA                         | -                                                                     |                                                                       |
| 22-11-2014                                                            | L'Aia                                                                 | Paesi Bassi                                                           | 1 – 1                                                                 | Italia                                                                | Qual. Mondiali 2015 - finale playoff UEFA                             | -                                                                     | 58’                                                                   |
| 27-11-2014                                                            | Verona                                                                | Italia                                                                | 1 – 2                                                                 | Paesi Bassi                                                           | Qual. Mondiali 2015 - finale playoff UEFA                             | -                                                                     |                                                                       |
| 4-3-2015                                                              | Nicosia                                                               | Italia                                                                | 2 – 1                                                                 | Corea del Sud                                                         | Cyprus Cup 2015 - 1º turno                                            | -                                                                     | 67’                                                                   |
| 6-3-2015                                                              | Larnaca                                                               | Italia                                                                | 3 – 2                                                                 | Scozia                                                                | Cyprus Cup 2015 - 1º turno                                            | -                                                                     | 88’                                                                   |
| 9-3-2015                                                              | Nicosia                                                               | Italia                                                                | 0 – 1                                                                 | Canada                                                                | Cyprus Cup 2015 - 1º turno                                            | -                                                                     | 73’                                                                   |
| 11-3-2015                                                             | Larnaca                                                               | Italia                                                                | 2 – 3                                                                 | Messico                                                               | Cyprus Cup 2015 - finale 3º posto                                     | 1                                                                     | 46’                                                                   |
| 28-5-2015                                                             | Nagano                                                                | Giappone                                                              | 1 – 0                                                                 | Italia                                                                | Amichevole                                                            | -                                                                     | 67’                                                                   |
| 18-9-2015                                                             | La Spezia                                                             | Italia                                                                | 6 – 1                                                                 | Georgia                                                               | Qual. Euro 2017                                                       | 1                                                                     |                                                                       |
| 24-10-2015                                                            | Cesena                                                                | Italia                                                                | 0 – 3                                                                 | Svizzera                                                              | Qual. Euro 2017                                                       | -                                                                     |                                                                       |
| 27-10-2015                                                            | Chomutov                                                              | Rep. Ceca                                                             | 0 – 3                                                                 | Italia                                                                | Qual. Euro 2017                                                       | -                                                                     | 46’                                                                   |
| 3-12-2015                                                             | Guiyang                                                               | Cina                                                                  | 1 – 1                                                                 | Italia                                                                | Amichevole                                                            | -                                                                     |                                                                       |
| 6-12-2015                                                             | Qujing                                                                | Cina                                                                  | 2 – 0                                                                 | Italia                                                                | Amichevole                                                            | -                                                                     | 80’                                                                   |
| 16-9-2016                                                             | Lurgan                                                                | Irlanda del Nord                                                      | 0 – 3                                                                 | Italia                                                                | Qual. Euro 2017                                                       | -                                                                     |                                                                       |
| 20-9-2016                                                             | Vercelli                                                              | Italia                                                                | 3 – 1                                                                 | Rep. Ceca                                                             | Qual. Euro 2017                                                       | -                                                                     |                                                                       |
| 1-3-2017                                                              | Larnaca                                                               | Corea del Nord                                                        | 3 – 0                                                                 | Italia                                                                | Cyprus Cup 2017 - 1º turno                                            | -                                                                     |                                                                       |
| 3-3-2017                                                              | Larnaca                                                               | Belgio                                                                | 4 – 1                                                                 | Italia                                                                | Cyprus Cup 2017 - 1º turno                                            | -                                                                     | 54’                                                                   |
| 6-3-2017                                                              | Larnaca                                                               | Svizzera                                                              | 6 – 0                                                                 | Italia                                                                | Cyprus Cup 2017 - 1º turno                                            | -                                                                     |                                                                       |
| 8-3-2017                                                              | Larnaca                                                               | Italia                                                                | 6 – 2                                                                 | Rep. Ceca                                                             | Cyprus Cup 2017 - finale 11º posto                                    | -                                                                     |                                                                       |
| 7-4-2017                                                              | Stoke-on-Trent                                                        | Inghilterra                                                           | 1 – 1                                                                 | Italia                                                                | Amichevole                                                            | 1                                                                     | 46’                                                                   |
| 21-7-2017                                                             | Tilburg                                                               | Germania                                                              | 2 – 1                                                                 | Italia                                                                | Euro 2017 - 1º turno                                                  | -                                                                     | 73’                                                                   |
| 8-6-2018                                                              | Firenze                                                               | Italia                                                                | 3 – 0                                                                 | Portogallo                                                            | Qual. Mondiali 2019                                                   | -                                                                     | 78’                                                                   |
| 4-9-2018                                                              | Lovanio                                                               | Belgio                                                                | 2 – 1                                                                 | Italia                                                                | Qual. Mondiali 2019                                                   | -                                                                     | 63’                                                                   |
| 9-10-2018                                                             | Cremona                                                               | Italia                                                                | 1 – 0                                                                 | Svezia                                                                | Amichevole                                                            | -                                                                     | 67’                                                                   |
| 10-11-2018                                                            | Osnabrück                                                             | Germania                                                              | 5 – 2                                                                 | Italia                                                                | Amichevole                                                            | -                                                                     | 62’                                                                   |
| 18-1-2019                                                             | Empoli                                                                | Italia                                                                | 2 – 1                                                                 | Cile                                                                  | Amichevole                                                            | -                                                                     | 83’                                                                   |
| 22-1-2019                                                             | Cesena                                                                | Italia                                                                | 2 – 0                                                                 | Galles                                                                | Amichevole                                                            | -                                                                     | 65’                                                                   |
| 27-2-2019                                                             | Larnaca                                                               | Messico                                                               | 0 – 5                                                                 | Italia                                                                | Cyprus Cup 2019 - 1º turno                                            | -                                                                     | 56’                                                                   |
| 1-3-2019                                                              | Larnaca                                                               | Ungheria                                                              | 0 – 3                                                                 | Italia                                                                | Cyprus Cup 2019 - 1º turno                                            | -                                                                     | 64’                                                                   |
| 4-3-2019                                                              | Larnaca                                                               | Italia                                                                | 4 – 1                                                                 | Thailandia                                                            | Cyprus Cup 2019 - 1º turno                                            | -                                                                     | 69’                                                                   |
| 6-3-2019                                                              | Larnaca                                                               | Corea del Nord                                                        | 3 – 3 dts (7-6 dtr)                                                   | Italia                                                                | Cyprus Cup 2019 - finale 1º posto                                     | 1                                                                     |                                                                       |
| 5-4-2019                                                              | Lublino                                                               | Polonia                                                               | 1 – 1                                                                 | Italia                                                                | Amichevole                                                            | 1                                                                     |                                                                       |
| 9-4-2019                                                              | Reggio Emilia                                                         | Italia                                                                | 2 – 1                                                                 | Irlanda                                                               | Amichevole                                                            | -                                                                     |                                                                       |
| 29-5-2019                                                             | Ferrara                                                               | Italia                                                                | 3 – 1                                                                 | Svizzera                                                              | Amichevole                                                            | -                                                                     |                                                                       |
| 9-6-2019                                                              | Valenciennes                                                          | Australia                                                             | 1 – 2                                                                 | Italia                                                                | Mondiali 2019 - 1º turno                                              | -                                                                     | 70’                                                                   |
| 14-6-2019                                                             | Reims                                                                 | Giamaica                                                              | 0 – 5                                                                 | Italia                                                                | Mondiali 2019 - 1º turno                                              | -                                                                     |                                                                       |
| 18-6-2019                                                             | Valenciennes                                                          | Italia                                                                | 0 – 1                                                                 | Brasile                                                               | Mondiali 2019 - 1º turno                                              | -                                                                     |                                                                       |
| 25-6-2019                                                             | Montpellier                                                           | Italia                                                                | 2 – 0                                                                 | Cina                                                                  | Mondiali 2019 - Ottavi di finale                                      | -                                                                     |                                                                       |
| 29-6-2019                                                             | Valenciennes                                                          | Italia                                                                | 0 – 2                                                                 | Paesi Bassi                                                           | Mondiali 2019 - Quarti di finale                                      | -                                                                     | 73’                                                                   |
| 29-8-2019                                                             | Ramat Gan                                                             | Israele                                                               | 2 – 3                                                                 | Italia                                                                | Qual. Euro 2022                                                       | -                                                                     |                                                                       |
| 3-9-2019                                                              | Tbilisi                                                               | Georgia                                                               | 0 – 1                                                                 | Italia                                                                | Qual. Euro 2022                                                       | -                                                                     |                                                                       |
| 4-10-2019                                                             | Ta' Qali                                                              | Malta                                                                 | 0 – 2                                                                 | Italia                                                                | Qual. Euro 2022                                                       | -                                                                     | 42’                                                                   |
| 8-10-2019                                                             | Palermo                                                               | Italia                                                                | 2 – 0                                                                 | Bosnia ed Erzegovina                                                  | Qual. Euro 2022                                                       | -                                                                     |                                                                       |
| 8-11-2019                                                             | Benevento                                                             | Italia                                                                | 6 – 0                                                                 | Georgia                                                               | Qual. Euro 2022                                                       | -                                                                     |                                                                       |
| 12-11-2019                                                            | Castel di Sangro                                                      | Italia                                                                | 5 – 0                                                                 | Malta                                                                 | Qual. Euro 2022                                                       | 2                                                                     |                                                                       |
| 4-3-2020                                                              | Faro                                                                  | Portogallo                                                            | 1 – 2                                                                 | Italia                                                                | Algarve Cup 2020 - Prima fase                                         | -                                                                     |                                                                       |
| 7-3-2020                                                              | Parchal                                                               | Nuova Zelanda                                                         | 0 – 3                                                                 | Italia                                                                | Algarve Cup 2020 - Seconda fase                                       | -                                                                     | 70’                                                                   |
| 27-10-2020                                                            | Empoli                                                                | Italia                                                                | 1 – 3                                                                 | Danimarca                                                             | Qual. Euro 2022                                                       | -                                                                     | 89’                                                                   |
| 1-12-2020                                                             | Viborg                                                                | Danimarca                                                             | 0 – 0                                                                 | Italia                                                                | Qual. Euro 2022                                                       | -                                                                     |                                                                       |
| 24-2-2021                                                             | Firenze                                                               | Italia                                                                | 12 – 0                                                                | Israele                                                               | Qual. Euro 2022                                                       | -                                                                     |                                                                       |
| 13-4-2021                                                             | Firenze                                                               | Italia                                                                | 1 – 1                                                                 | Islanda                                                               | Amichevole                                                            | -                                                                     | 58’                                                                   |
| 10-6-2021                                                             | Ferrara                                                               | Italia                                                                | 1 – 0                                                                 | Paesi Bassi                                                           | Amichevole                                                            | -                                                                     | 60’                                                                   |
| 17-9-2021                                                             | Trieste                                                               | Italia                                                                | 3 – 0                                                                 | Moldavia                                                              | Qual. Mondiali 2023                                                   | -                                                                     | 72’                                                                   |
| 21-9-2021                                                             | Karlovac                                                              | Croazia                                                               | 0 – 5                                                                 | Italia                                                                | Qual. Mondiali 2023                                                   | 1                                                                     |                                                                       |
| 22-10-2021                                                            | Castel di Sangro                                                      | Italia                                                                | 3 – 0                                                                 | Croazia                                                               | Qual. Mondiali 2023                                                   | 1                                                                     |                                                                       |
| 26-10-2021                                                            | Vilnius                                                               | Lituania                                                              | 0 – 5                                                                 | Italia                                                                | Qual. Mondiali 2023                                                   | 1                                                                     |                                                                       |
| 16-2-2022                                                             | Lagos                                                                 | Danimarca                                                             | 0 – 1                                                                 | Italia                                                                | Algarve Cup 2022 - 1º turno                                           | -                                                                     | 65’                                                                   |
| 20-2-2022                                                             | Faro                                                                  | Italia                                                                | 2 – 1                                                                 | Norvegia                                                              | Algarve Cup 2022 - 1º turno                                           | -                                                                     | 58’ 61’                                                               |
| 23-2-2022                                                             | Lagos                                                                 | Svezia                                                                | 1 – 1 (6 - 5 dtr)                                                     | Italia                                                                | Algarve Cup 2022 - Finale                                             | -                                                                     | 64’                                                                   |
| 8-4-2022                                                              | Parma                                                                 | Italia                                                                | 7 – 0                                                                 | Lituania                                                              | Qual. Mondiali 2023                                                   | 1                                                                     |                                                                       |
| 12-4-2022                                                             | Thun                                                                  | Svizzera                                                              | 0 – 1                                                                 | Italia                                                                | Qual. Mondiali 2023                                                   | -                                                                     | 62’                                                                   |
| 1-7-2022                                                              | Castel di Sangro                                                      | Italia                                                                | 1 – 1                                                                 | Spagna                                                                | Amichevole                                                            | -                                                                     | 56’                                                                   |
| 18-7-2022                                                             | Manchester                                                            | Italia                                                                | 0 – 1                                                                 | Belgio                                                                | Euro 2022 - Fase a gironi                                             | -                                                                     | 80’                                                                   |
| 10-10-2022                                                            | Genova                                                                | Italia                                                                | 0 – 1                                                                 | Brasile                                                               | Amichevole                                                            | -                                                                     | 88’                                                                   |
| 11-11-2022                                                            | Lignano Sabbiadoro                                                    | Italia                                                                | 0 – 1                                                                 | Austria                                                               | Amichevole                                                            | -                                                                     | 67’                                                                   |
| 15-11-2022                                                            | Belfast                                                               | Irlanda del Nord                                                      | 1 – 0                                                                 | Italia                                                                | Amichevole                                                            | -                                                                     | 89’                                                                   |
| 1-7-2023                                                              | Ferrara                                                               | Italia                                                                | 0 – 0                                                                 | Marocco                                                               | Amichevole                                                            | -                                                                     | 75’                                                                   |
| 14-7-2023                                                             | Auckland                                                              | Nuova Zelanda                                                         | 0 – 1                                                                 | Italia                                                                | Amichevole                                                            | -                                                                     | 65’                                                                   |
| 29-7-2023                                                             | Wellington                                                            | Svezia                                                                | 5 – 0                                                                 | Italia                                                                | Mondiali 2023 - Fase a gironi                                         | -                                                                     | 71’                                                                   |
| Totale                                                                |                                                                       | Presenze                                                              | 78                                                                    |                                                                       | Reti                                                                  | 14                                                                    |                                                                       |

## Palmarès

### Club
- Campionato italiano: 7

Brescia: 2013-2014, 2015-2016
Juventus: 2017-2018, 2018-2019, 2019-2020, 2020-2021, 2021-2022
- Coppa Italia: 6

Brescia: 2011-2012, 2014-2015, 2015-2016
Juventus: 2018-2019, 2021-2022, 2022-2023
- Supercoppa italiana: 6

Brescia: 2014, 2015, 2016
Juventus: 2019, 2020, 2021
- Campionato italiano di Serie A2: 1

Brescia: 2008-2009 (girone A)

### Individuale
- Gran Galà del calcio AIC: 3

Squadra dell'anno: 2019, 2020, 2021